# Servia-Velventós
Servia-Velventós (griego: Σέρβια-Βελβεντός) es un antiguo municipio de la República Helénica perteneciente a la unidad periférica de Kozani de la periferia de Macedonia Occidental. Se ubica en la esquina suroriental de la periferia, al sur de Kozani.
El municipio se formó en 2011 mediante la fusión de los antiguos municipios de Servia (la actual capital municipal), Kamvounia, Livaderó y Velventós, que pasaron a ser unidades municipales. El municipio tenía un área de 728,166 km², de los cuales 400,116 pertenecían a la unidad municipal de Servia.
En 2011 el municipio tenía 14 830 habitantes, de los cuales 8611 viven en la unidad municipal de Servia.
A partir de 2019, el municipio de Servia-Velventós se dividió en dos, el de Servia y el de Velventós.